# Hexagonocyclina
Hexagonocyclina es un género de foraminífero bentónico considerado un sinónimo posterior de Discocyclina de la familia Discocyclinidae, de la superfamilia Nummulitoidea, del suborden Rotaliina y del orden Rotaliida. Su especie tipo era Orbitoclypeus? cristensis. Su rango cronoestratigráfico abarcaba el Eoceno.

## Clasificación
Hexagonocyclina incluía a las siguientes especies:
- Hexagonocyclina cristensis †
- Hexagonocyclina meandrica †
- Hexagonocyclina inflata †
- Hexagonocyclina saturniformis †